# Wojny polsko-krzyżackie
Zasugerowano, aby zintegrować ten artykuł z artykułem Stosunki polsko-krzyżackie. Nie opisano powodu propozycji integracji.

Bitwa pod Grunwaldem, obraz Jana Matejki

Wojny polsko-krzyżackie – konflikty zbrojne pomiędzy Koroną Królestwa Polskiego a Państwem zakonu krzyżackiego, toczone głównie w XV wieku. Jedną z nich była wielka wojna z lat 1409–1411.

## Początki sporu
Ekspansję terenów dzisiejszej Polski Krzyżacy rozpoczęli w 1226 roku, kiedy to Konrad Mazowiecki sprowadził ich na ziemię chełmińską.
W okresie panowania króla Władysława Łokietka zakon krzyżacki podbił w 1309 roku zbrojnie Pomorze Gdańskie, co stało się przyczyną konfliktu z Polską. Zagarniętych terenów nie chcieli zwrócić mimo korzystnego dla Polski wyroku sądu papieskiego w Inowrocławiu z 1321 roku. Następnie Krzyżacy podbili ziemię dobrzyńską, Kujawy i najeżdżali Wielkopolskę, sprzymierzając się z wrogim Polsce władcą Czech Janem Luksemburskim. W związku z tym od 1327 roku trwała wojna polsko-krzyżacka.
Podbój ziem Prusów i Jaćwingów przez zakon krzyżacki okazał się zagrożeniem także dla Księstwa Litewskiego. Krzyżacy pod pretekstem szerzenia chrześcijaństwa organizowali najazdy na ziemie litewskie. Brali w nich udział jako goście zakonu liczni rycerze z całej Europy. Litwa była jednym z ostatnich miejsc, gdzie mogli walczyć za wiarę, a zarazem zdobyć pieniądze i sławę. To właśnie niebezpieczeństwo ze strony zakonu zbliżyło do siebie Polskę i Litwę, skłaniając oba kraje do zawarcia unii. Unia personalna z Litwą zawarta w Krewie 1385 roku miała być gwarancją bezpieczeństwa i nienaruszalności korony.

## Bitwa pod Grunwaldem
Mimo przyjęcia chrztu przez Litwę Krzyżacy nadal organizowali łupieżcze wyprawy na ziemie Wielkiego Księstwa. W trakcie tych najazdów rycerzom zakonnym udało się opanować leżącą nad Bałtykiem Żmudź. Wkrótce jednak wybuchło tam powstanie przeciwko ich panowaniu. Polska i Litwa udzieliły pomocy powstańcom. Była to bezpośrednia przyczyna wybuchu wojny pomiędzy tymi państwami a zakonem krzyżackim w 1409 roku.
Do najważniejszego starcia w czasie tej wojny doszło 15 lipca 1410 roku niedaleko wsi Grunwald. Była to jedna z największych bitew średniowiecznej Europy. Wzięło w niej udział blisko 70 tysięcy rycerzy i wojowników.
Krzyżaków wspomagały wojska książąt pomorskich oraz liczni rycerze z Europy Zachodniej. Po stronie króla polskiego ⁣Władysława Jagiełły i jego stryjecznego brata, wielkiego księcia litewskiego Witolda, obok Polaków i Litwinów walczyli ich sprzymierzeńcy. Byli wśród nich pogańscy Żmudzini, prawosławni Rusini i muzułmańscy Tatarzy.
Wielki mistrz zakonu Ulrich von Jungingen w decydującym momencie bitwy rzucił się do walki i zginął. Król Władysław nie wziął bezpośredniego udziału w bitwie. Dowodził swoimi siłami z pobliskiego wzgórza. Taki sposób prowadzenia bitwy wzorowany na Tatarach, był w ówczesnej Europie nowością.

## Skutki bitwy grunwaldzkiej
Na wieść o klęsce zakonu krzyżackiego wiele miast pruskich, które od dawna miały dość panowania krzyżackiego, poddało się królowi Polski. Jednak państwu polskiemu nie udało się wykorzystać szansy – działania wojenne prowadzone były przez Polaków zbyt wolno, by zdołali oni opanować Pomorze i Prusy. W 1411 roku po kilkumiesięcznym i nieskutecznym oblężeniu stolicy państwa zakonnego Malborka – zawarto pokój. Głównie skorzystała na nim Litwa, która odzyskała Żmudź, ale tylko do śmierci Jagiełły i Witolda. Polska odzyskała ziemię dobrzyńską. Klęska pod Grunwaldem powstrzymała jednak napływ rycerzy z zachodniej Europy, którzy chętnie dotąd pomagali Krzyżakom. Ze względu na brak ochotników zakon musiał wydawać coraz więcej pieniędzy na wynajęcie wojsk zaciężnych, czyli ówczesnych żołnierzy zawodowych. Skutkiem tego był wzrost podatków w państwie krzyżackim. Jednocześnie pogłębiła się niechęć poddanych wobec władcy państwa krzyżackiego.
Bitwa pod Grunwaldem była jedną z największych bitew średniowiecznej Europy. Pokonanie zakonu krzyżackiego umocniło pozycję Polski. Bitwa ta też miała ogromne znaczenie ideologiczne. Bitwa pod Grunwaldem wpłynęła na dalsze losy dynastii Jagiellonów oraz na ekspansywną politykę dynastyczną.

## Przyczyny wybuchu wojny trzynastoletniej

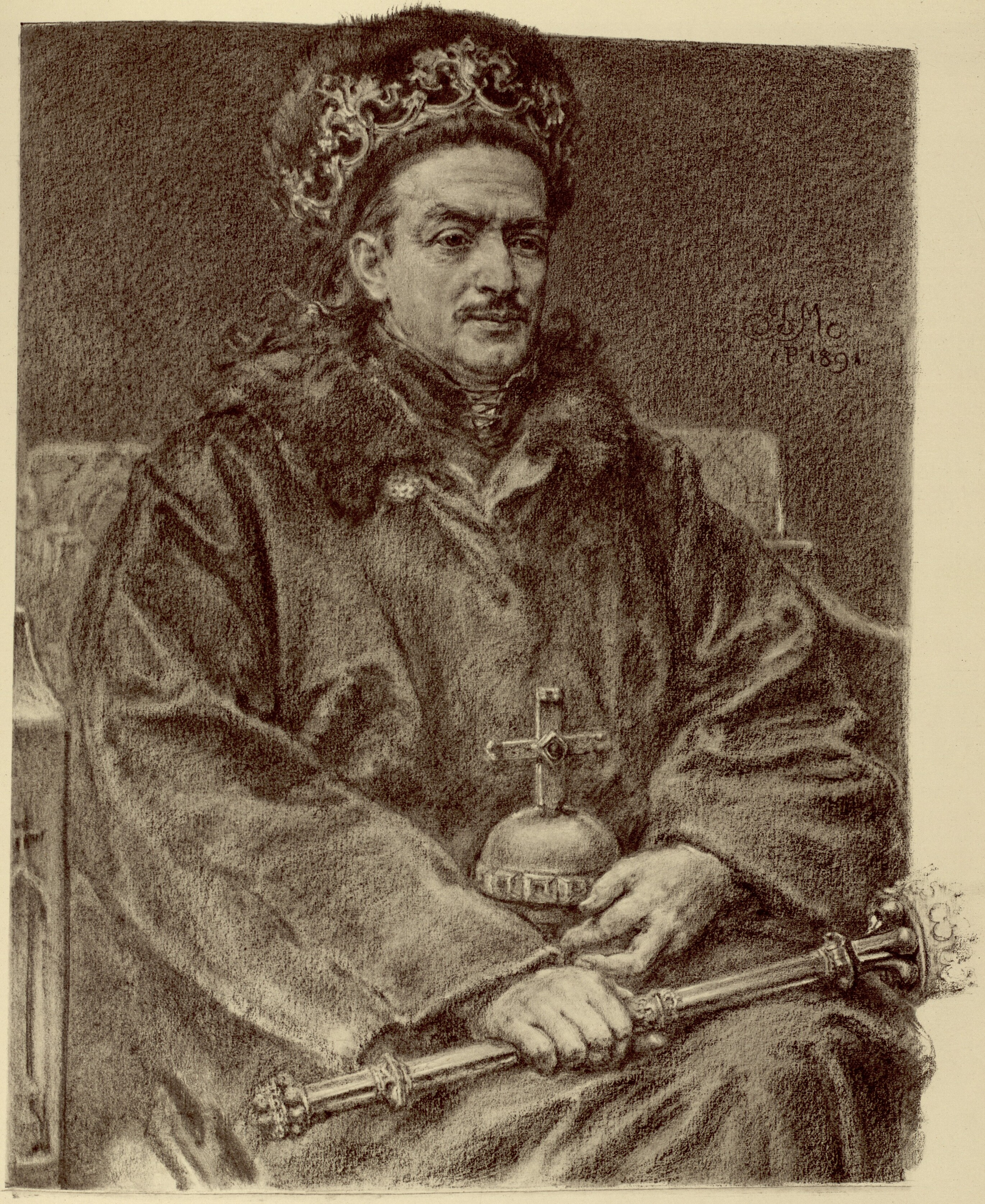
Kazimierz Jagiellończyk

Pruscy mieszczanie sprzeciwiający się władcom zakonu założyli tajną organizację – Związek Pruski, do którego przystąpiło rycerstwo i prawie wszystkie miasta Prus.
W 1454 roku zwrócili się oni do króla polskiego Kazimierza Jagiellończyka z prośbą o przyłączenie Prus do Polski. Król wyraził zgodę i ogłosił włączenie ziem państwa krzyżackiego do Polski. Stało się to przyczyną kolejnej wojny pomiędzy Polską a Krzyżakami. Tym razem trwała ona aż 13 lat, dlatego nazwano ją później wojną trzynastoletnią.
Zbuntowani mieszczanie wypędzili Krzyżaków ze wszystkich miast Pomorza. Potem jednak wojska króla Kazimierza przegrały kilka bitew z wynajętymi przez zakon wojskami zaciężnymi. Okazało się, że takie wojska są znacznie skuteczniejsze od rycerstwa, które w czasach pokoju bardzo rzadko ćwiczyło się w walce.
Długa wojna była bardzo kosztowna, a Krzyżakom kończyły się środki na jej prowadzenie. Nieopłacani żołnierze coraz chętniej przechodzili na stronę polską. W ten sposób w ręce Polaków dostała się między innymi krzyżacka stolica – Malbork.

## Polska wraca nad Bałtyk
Po trzynastu latach walki, w 1466 roku, w Toruniu, Krzyżacy zawarli z państwem polskim traktat pokojowy – II pokój toruński. Do Polski po przeszło stu pięćdziesięciu latach powróciło Pomorze Gdańskie. Przyłączono także należącą do biskupów Warmię. Ziemie te nazywano odtąd Prusami Królewskimi, gdyż władał nimi bezpośrednio król. Pozostała część państwa krzyżackiego – Prusy Zakonne – stała się lennem Polski.
Po wojnie trzynastoletniej władca krzyżacki przeniósł stolicę swego państwa z Malborka do Królewca.

## Lista wojen
- wojna polsko-krzyżacka (1327–1332)
- wojna polsko-krzyżacka (1409–1411)
- wojna głodowa (1414)
- wyprawa odwrotowa (1419)
- wojna polsko-krzyżacka (1422)
- wojna polsko-krzyżacka (1431–1435)
- wojna polsko-krzyżacka (1454–1466)
- wojna popia (1478–1479)
- wojna polsko-krzyżacka (1519–1521)